# Lorenzo Balbo
Lorenzo Balbo de Lillo (Lillo, provincia de Toledo, f. del siglo XV o comienzos del XVI – ¿Alcalá de Henares?, primera mitad del siglo XVI) fue un humanista, filólogo y profesor de latinidad.

## Biografía
Poco se sabe sobre él: apenas algo más que los datos que ofrece él mismo en los preliminares de sus obras,  en especial en la epístola nuncupatoria de su edición de Valerio Flaco, que puede leerse íntegra en la Bibliografía hispano-latina clásica de Marcelino Menéndez Pelayo. Huérfano de padre y madre, lo crio un tío paterno, Damián, considerado un eminente jurista. Este, que apercibió su despejo y memoria, lo indujo a los estudios eruditos y las letras, para lo cual se formó en la cisneriana Universidad Complutense, donde fue discípulo, según Miguel Antonio Caro, de Demetrio de Creta, y según los más del comendador Hernán Núñez Pinciano, y se distinguió como helenista. Cuando Núñez fue llamado a Salamanca enseñó literatura latina en Alcalá de Henares junto con su condiscípulo Pedro de Mota o de la Mota, leyendo y explicando las Argonáuticas de Valerio Flaco, la Púnica de Silio Itálico, las Philippicae / Filípicas de Cicerón y la Historiae Alexandri Magni Macedonis / Historia de Alejandro Magno de Macedonia de Quinto Curcio. 
Pero les faltaban ediciones fiables y ejemplares de estas obras para los alumnos, así que empezaron a confeccionar para la imprenta ediciones comentadas de estos autores. Mota se encargó de Silio Itálico y Balbo de Valerio Flaco. Pero Mota enfermó de tercianas y marchó a Granada y solo el segundo, aunque también muy atacado por los achaques, concluyó y logró publicar en 1524 una edición comentada de Flaco dedicada al cancelario Pedro de Lerma, abad de la iglesia magistral de San Justo y Pastor, así como otra de Quinto Curcio dedicada a su tío Damián, ambas con enmiendas de filólogo para esclarecer y restablecer el texto. Sus notas a Valerio Flaco se copiaron enteras en las ediciones de las Argonáuticas de Andrés Escoto (Ginebra, 1617) y de Pieter Burman el Viejo (Leiden, 1724), y fueron utilizadas en parte en la de Gottlieb Christoph Harles (Altemburgo, 1781). Recibió los elogios de humanistas contemporáneos como Alfonso García Matamoros y Andrés Escoto, y ya a principios del siglo XVIII, de Pieter Burman el Viejo (1668-1741), como a fines del XIX de Marcelino Menéndez Pelayo. Es este quien nos revela que falleció todavía muy joven, desolando las grandes esperanzas que habían puesto en él los demás humanistas españoles al verlo rivalizar con los italianos. Dentro de las corrientes humanísticas de su época era partidario de la imitatio ciceroniana frente a la ecléctica al escribir prosa latina.

## Obras
- Ed. de C. Valerii Flacci Setini Balbi Argonautica, per Laurentium Balbum Liliensem recognita, et accuratissime castigata. Valerii vita ex libris Petri Criniti de Poetis latinis. Laurentii Balbi Liliensis in eumdem poetam Annotationes, Alcalá de Henares, Miguel de Eguía, 1524.
- Ed. de Q. Curtii Fragmenta nuperrime impressa et plurimis maculis repurgata per Laurentium Balbum Liliensen. Adjectum est insuper rerum omnium annotari dignarum, quae per totum volumen sparsae sunt, pinacidium uberrimum, frugem non exiguam studiosis pariturum, Alcalá de Henares, Miguel de Eguía, 1524.